# Kapelle Genhodder

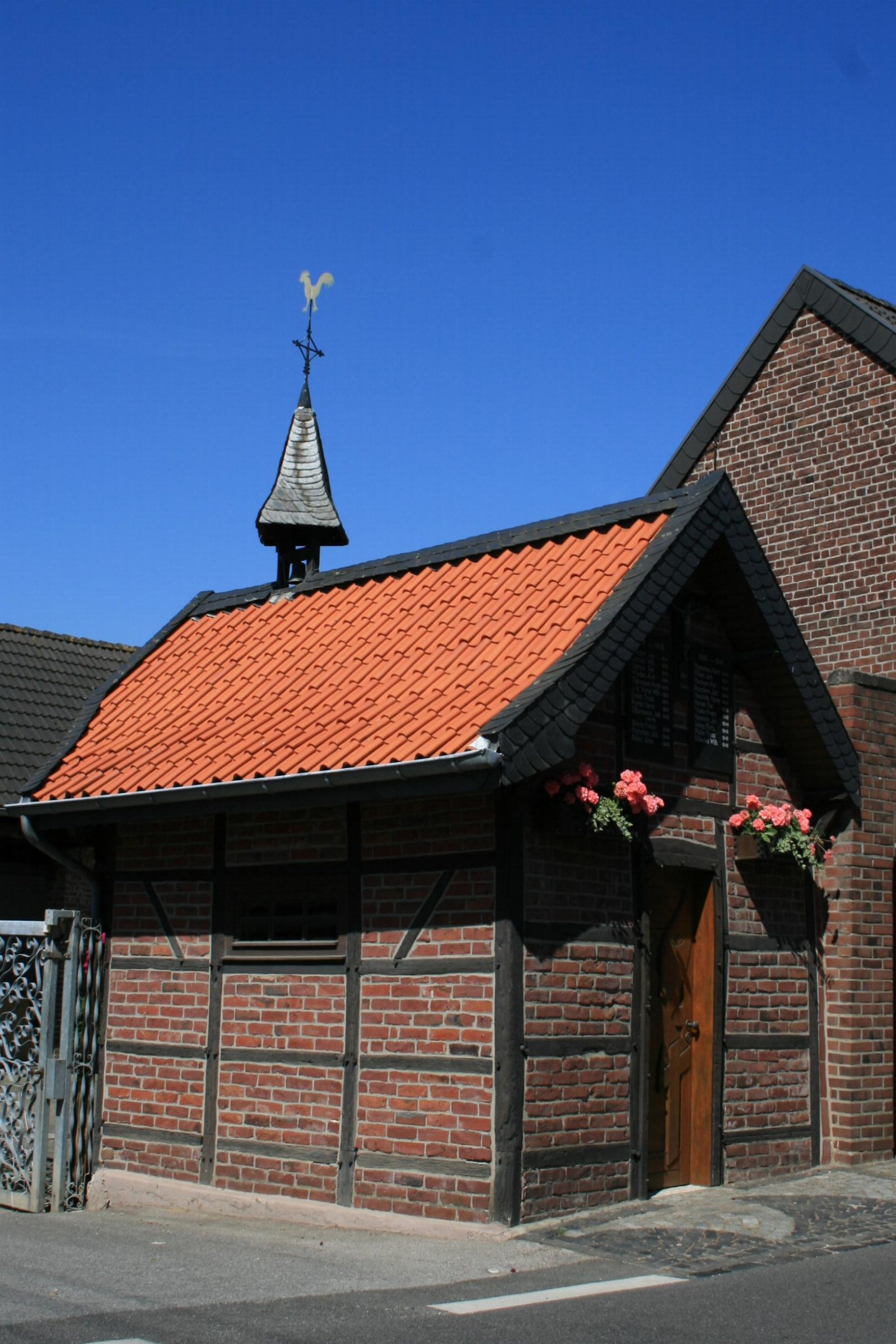
Kapelle (2010)

Die Kapelle Genhodder steht im Stadtteil Genhodder in Mönchengladbach (Nordrhein-Westfalen).
Das Bauwerk wurde 1825 erbaut. Es ist unter Nr. G 024 am 2. Juni 1987 in die Denkmalliste der Stadt Mönchengladbach eingetragen worden.
Die an einer Straßenecke gelegene Kapelle „Zum hl. Dreifaltigkeit“ gehört zum Pfarrbezirk St. Rochus. Die Honnschaftskapelle ist als Zeugnis bäuerlicher Gottesverehrung am ursprünglichen Ort schützenswert.

## Architektur
Der kleine Fachwerkbau stammt aus dem Jahre 1825. Er ist drei Gefache lang und seitlich fünf, hinten wie vorne wegen der Dachform acht Gefache hoch. Die Gefache sind mit Backstein ausgemauert. Den Bau deckt ein an Ortgängen und First mit Schiefer versehenes Ziegeldach. Dem Dach sitzt ein kleiner schiefergedeckter Dachreiter mit Kreuz und Wetterhahn auf. Die Kapelle ist 1964 instand gesetzt worden.